# Флейта
Флейтата е музикален инструмент от групата на дървените духови инструменти.
Звукът се произвежда чрез вкарването на въздушна струя през отвора на мундщука (наустника). Нейният тонов обем е от „до“ на първа октава до „ре диез“ на четвърта. Но този обем може да се разшири с помощта на допълнителните клапи до си-си бемол на малка октава.
Флейтистът издухва силна и бърза струя въздух през мундщука. Налягането в устата му е над атмосферното (обикновено 1 kPa). Усилията, с които се ускорява въздушната струя, са източникът на сила за инструмента. Свирачът осигурява силата продължително: ако направим аналогия с електричеството, това е като правия ток, въпреки това звукът изисква трептящо движение на въздушен поток, както е при променливия ток. При флейтата въздушната струя, заедно с въздушния резонанс в инструмента, създава необходимите трептения. Щом въздухът във флейтата завибрира, част от енергията излиза като звук от края, както и от всяко отвърстие на флейтата. Много по-голямо количество енергия се губи под формата на триене (вискозна загуба) със стената. При по-дълга нота тази енергия се замества от енергията, която влага флейтистът. Въздушният стълб във флейтата вибрира много по-лесно на някои честоти, отколкото на други (т.е. резонира на определени честоти). Тези резонанси до голяма степен определят честотата на свирене. По този начин свирачът всъщност, избирайки подходяща комбинация от тонове, избира и желаната комбинация от резонанси.

## Характеристики
Въздушната струя от устните на флейтиста се насочва към отвора на мундщука и блъсва отсечения (стръмния) отсрещен край на отвора. Ако се наруши движението на струята, се получава нещо като вълнообразно изместване, което я отклонява или вътре или вън от отвора на мундщука. Скоростта на това вълнообразно изместване е около половината от скоростта на самата въздушна струя (обикновено между 20 и 60 m/s, като зависи от въздушното налягане в устата на свирача). Произходът на нарушението в струята се крие в звуковата вибрация във флейтата. Ако скоростта на струята съвпадне с честотата на свирения тон, тогава въздушната струя ще влезе и ще излезе от флейтата в точния момент, че да подсили звука и да излезе продължителен и стабилен тон. За да се изсвири висок тон, времето на пътуване на вълните трябва да се редуцира, за да съвпадне с по-високата честота. Това се прави като се увеличи налягането на духането и се издадат устните напред, за да се скъси разстоянието от струята до ръба на мундщука. Флейтистите обикновено се учат да ограничават разтварянето на устните, когато свирят високи тонове.
Флейтата е отворена само в десния (долния) край. При свирене на флейта, въпреки че долната устна покрива част от дупката на мундщука, голяма част от отвора остава свободен. Естествените вибрации на въздуха във флейтата се дължат на резонансите. Това, че тръбата е отворена в двата края, означава, че крайното налягане там трябва да е приблизително равно на атмосферното или с други думи, акустичното налягане е нула. Тези точки се наричат точки на налягане и са разположени на малки разстояния (0,6 пъти радиус им). Вътре в тръбата налягането не е нужно да е атмосферно и всъщност за първия резонанс максималната вариация в налягането (pressure anti-node) се получава в средата. Въздушните молекули се движат свободно навътре и навън през отворените краища. Точка на налягане и точка на въздушно движение не са едно и също нещо – всъщност често точките на налягане съвпадат с антиточките на движение и обратно.
Вълната е най-дългата стационарна вълна, която може да удовлетвори условието за нулево налягане във всеки край, като дължината ѝ е два пъти по-дълга от тази, която флейтата създава. Честотата f е равна на скоростта на вълната V, разделена на дължината ѝ λ и тази най-дълга вълна отговаря на най-ниския тон, който може да възпроизведе инструментът: C4 на четирифутов инструмент. Тази нота може да се изсвири с тази апликатура, но могат да се изсвирят и други ноти, като се духа по-силно или като се стесни отворът на устните. И двете усилват въздушната струя. Тези други тонове съответстват на по-късите стационарни вълни, които могат да осигурят нулево налягане в двата края.
Поредицата от тонове с честота fo, 2fo, 3fo се нарича хармонична поредица. Когато всичките тонови отвори са затворени, първите 10 резонанса на флейтата са приблизително в такова съотношение, че първите 7 – 8 поредици могат да се изсвирят като се затворят всички тонални отвори и се духа по-силно (или се стесни устният отвор).
Всяка от стационарните вълни на графиката по-горе съответства на синусоидна вълна. Звукът на флейтата всъщност малко наподобява синусоидната вълна (много чиста вибрация), когато се свири тихо. За да се създаде периодична или повтаряща се вълна, трябва да се добавят синусоидни вълни от хармоничните поредици. Така С4 на флейтата съдържа някаква вибрация от С4 позиция (да наречем нейната честота fo), някаква на С5 позиция (2 fo), някаква на G5 позиция (3fo) и т.н. „Рецептата“ на звука, що се отнася до съставящите го честоти, се нарича спектър на звука. Ако погледнем един истински спектър за изсвирен С4 тон, ще забележим, че при пианисимо първата хармонична и честотата на тона С4 доминират, и че по-високата хармония става все по-важна с усилването на звука. Флейтата създава по-плътен звук и звучи по-малко като синусоидна вълна.
Отворът на флейтата има няколко резонанса, които са приблизително в съотношение с хармониите – 1:2:3:4 и т.н. и с нарастването на честотата стават все по-близки. Въздушната струя има своя собствена естествена честота, която зависи от скоростта и дължината ѝ. Флейтата обикновено свири на най-силния отворен резонанс, който е близо до естествената честота на струята.
Когато флейтата свири, струята вибрира на една определена честота, но ако вибрацията е огромна, каквато е, когато се свири силно, тя генерира хармония. За ниски тонове, първите няколко хармонии се поддържат от стационарни вълни. Въпреки това за високите тонове резонансите на флейтата не са хармонични и много малко хармонии – само по една в трета и четвърта октава се поддържат от резонанси през отвора.
Ако ги отворим, започвайки от далечния край, караме точката на налягане да се премести по-нагоре по тръбата – все едно я скъсяваме. На съвременната флейта всяка отворена тонална дупка повишава височината с половин тон. Ако отворим 4 дупки едновременно, имаме апликатура за Е4.
Отворената тонална дупка е почти като кратка обиколка за въздуха отвън и така първата отворена дупка действа приблизително като че ли флейтата е била отрязана близо до мястото на отворената дупка.

### Отвори и регистър
Отворите помагат и за дефинирането на регистъра. Например, ако свирим С4 и тогава вдигнем левия си палец, създаваме дупка, колкото половината път надолу по инструмента. Така от флейтата излиза С5 тон, а ще изсвири и С6, G6 и т.н. Тук регистрационната дупка качва изсвирената нота поне с една октава.
Когато желаната дължина на вълната е къса (т.е. за високи тонове), можем да се отвори регистрационна дупка на различна от вълната фракция. Например апликатурата за D6 използва дупка на около 1/3 от работната дължина за G4 и така улеснява трета хармонична на G4 и създава тон с една дванадесетина по-висок от G4. Апликатурата за G6 също използва работната дължина за G4, но има регистрационна дупка на 1/4 от работната дължина и така улеснява четвърта хармонична.
Една от алтернативните апликатури за D6 използва работната дължина за D4, но има 2 регистрационни дупки – на 1/4 и на 1/2 от дължината на вълната.

### Акустично съпротивление на флейтата
Начинът, по който навлиза и излиза струята от флейтата, зависи от акустичното съпротивление на отвора на мундщука. То представлява съотношението между налягането на звука и вибриращият въздушен поток. Ако съпротивлението е малко, струята влиза и излиза безпроблемно и се получава силен звук. Всъщност резонансите, които са честотите, за които акустичното съпротивление е много малко, са толкова важни, че улавят поведението на въздушната струя и така флейтата може да свири само на честота, много близка до резонанса.

### Кръстосана апликатура
На съвременната флейта последователните полутонове се възпроизвеждат като се отвори съответната тонална дупка. В една октава има 12 полутона и съответно трябва да се преминат 12 ноти в хроматична скала, преди да се отиде от D4 в първия регистър в D5 във втория. Понеже се използват регистрационните отвори за D5 и D#5, апликатурите не се повтарят точно върху цяла октава, а само между Е4/5 и С#5/6. 12 дупки надхвърлят броя на пръстите на обичайните свирачи, особено когато се използва десен палец, за да се осъществи даден звук. Тоналната система на съвременната флейта е така направена, че чрез специално приспособление един пръст може да затвори повече от една дупка.
Флейтите през бароковата епоха и ранния класицизъм имат малко дупки. Те са имали 6 отвора, които могат да се покрият от три от пръстите на всяка дупка. Отваряйки последователно тези дупки, се получавала естествената скала на инструмента, която била D мажор. Ако бележим с Х затворена дупка и с О – отворена, апликатурната таблица за такъв инструмент изглежда приблизително така:
| D4  | XXX | XXX |
| E4  | XXX | XXO |
| F#4 | XXX | XOO |
| G4  | XXX | OOO |
| A4  | XXO | OOO |
| B4  | XOO | OOO |
| C#5 | OOO | OOO |
| D5  | OXX | XXX |

За Е5 до В5 се използва същата апликатура като Е4 до В5.
На такива инструменти кръстосана апликатура се използва, за да се възпроизведат някои от промеждутъчните тонове. Така се затварят отвори, които се намират по-надолу от първата отворена дупка. Например апликатурата за F4/5 на бароковата флейта е: F4/5: XXX XOX
Да сравним тази апликатура с апликатурата за F 4#5, която е XXX XOO. Продължителната вълна е по-мощна при бароковите или класическите инструменти, отколкото при съвременната флейта, защото отворите са по-малки и акустичното съпротивление между отвора на флейтата и външното поле е по-малко. Затваряйки по-долна дупка, удължаваме стационарната вълна още повече и така се увеличава ефективната дължина на инструмента за тази апликатура. Така резонантните честоти стават по-ниски, както и височината.
Ефектът от кръстосаната апликатура зависи от честотата. Размерът, обхватът на стационарната вълна над отворена дупка расте с честотата, особено когато дупките са малки. Така с нарастващата честота, нараства и ефективната дължина на флейтата. В резултат, минималното съпротивление при високи честоти става по-ниско, отколкото при строгите хармонични съотношения. Едно последствие от това е, че някои кръстосани апликатури не могат да бъдат прилагани едновременно за първи и втори регистър: кръстосаната апликатура за G# в първи регистър ще е прекалено ниска във втори, а може и изобщо да на бъде възпроизведен тон, дори близък до G#.
Друг ефект от нарушените хармонични съотношения на минималното съпротивление е, че хармонията, която звучи, когато се изсвири нисък тон, няма да бъде „подпомогната“ от резонансите в инструмента. (Технически погледнато, отворът не осигурява обратна връзка на струята на тази честота, нито съвпада със съпротивлението. Така струята възпроизвежда по-малко от високата хармоничност, а и се издава по-некачествен звук). В резултат, звуковият спектър за тонове като F4 и G#4 на бароковата флейта има по-слаба висока хармоничност и тези тонове са по-слаби и имат по-мек нюанс.
Естествената скала за тези инструменти е D мажор: в D и В минор те не се нуждаят от кръстосана апликатура и звукът е отчетлив. В С минор нюансът е неясен, а звукът по-тих. Това се дължи на различното качество, асоциирано с различни тонове: тонове с по 2 диеза се асоциират с ясен и сравнително силен звук, а такива с по няколко бемола – с по-мрачно и тихо звучене.

### Местене на устните нагоре-надолу
Дизайнът на флейтата е такъв, че много тонове изискват настройка на височината от флейтиста. Свирачите понижават височината главно като прибират назад брадичката или я изнасят напред, извъртайки отвора на мундщука към себе си или отдалечавайки го и сменяйки геометрията на струята. Тези действия имат няколко ефекта:
1. Така се увеличава триенето с отвора на мундщука, който е покрит от долната устна и междувременно се смалява откритата част на отвора.
2. Намалява се пространственият ъгъл, под който звуковата вълна може да се разпространява.
3. Намалява се дължината и се променя ъгълът на струята.

Ефекти 1 и 2 увеличават ефективната дължина на флейтата и така снижават резонансните честоти и снижават тона. Всъщност тези действия работят, защото променят разпространителното съпротивление върху мундщука.

### Корк и „горно пространство“
Коркът обикновено се намира на 17 mm от центъра на мундщука. Всяко по-значително разстояние сериозно нарушава вътрешната настройка на флейтата. Насоченият нагоре въздух действа като пружина – когато се компресира, налягането се качва. Въздухът в отвора на мундщука може да се разглежда като маса. Заедно не резонират като маса, подскачаща на пружина (формират Хелмхолц резонатор). Това резонира върху голям набор от честоти, но се центрира върху 5 kHz. На много по-ниски честоти действа съпротивително, заедно с основната част на отвора, но съпротивление, чиято сила намалява с честотата. Първоначалният ефект е добър: ако коркът е правилно поставен, компенсира крайните резултати, зависещи от честотата и така запазва регистрите в хармония един с друг. От друга страна, наистина намалява вариацията в съпротивлението, когато честотата достигне Хелмхолц резонанс и така ограничава височинните възможности на инструмента.

### Честота – прекъсвач
Тъй като тоналният отвор освобождава пътя на външния въздух, той скъсява ефективната дължина на тръбата. За ниски честоти това е вярно: вълната дава отражение във или около тази точка, защото отворът ѝ позволява да излезе навън за кратко време и при ниско съпротивление. За високи честоти обаче е по-сложно. Въздухът във и около тоналния отвор има маса. За да премине звукова вълна през тоналния отвор, трябва да ускори тази маса и необходимото ускорение (при равни други условия) нараства с увеличението на честотата на квадрат.
Високо честотните вълни са възпрепятствани от въздуха в тоналния отвор, а ниско честотните се отразяват в първата отворена тонална дупка.
Последната възможна честота за съвременната флейта или честотата прекъсвач е малко повече от 2 kHz. Например на акустичната крива за А4 може да се види, че първите 4 от 5 резонанса постепенно отслабват с честотата – това се дължи на нарастващата важност на загубената енергия вследствие триенето между въздуха и стената. Над 2 kHz все пак резонансите внезапно отслабват: вълни с тази честота се разпространяват надолу по флейтата и излизат постепенно от последователни тонални дупки. Останалите слаби стационарни вълни произвеждат резонанси с различна честота в пространството.
За най-ниските един-два тона на флейтата няма поредица от отворени дупки и съответно няма честота прекъсвач вследствие на този ефект. По принцип, ако по-високите хармонии бяха достатъчно силни, това би довело до различни нюанси на тези тонове. Един начин да се предотврати това – метод, който се използва при обоя и кларинета – е да се снабди със звънец, който излъчва високи честоти и който има честота прекъсвач, сравнима с тази на редицата тонални отвори. Флейтата има по-малка излъчваща сила при високи честоти, отколкото обоя и кларинета, така че нуждата от звънец, който да хомогенизира тоновете, е по-малка. Все пак звънецът ще увеличи високо честотното излъчване както за дългите, така и за късите звуци и инструментът, чрез който се постига такъв ефект се нарича пинсчофон.

### Честотен отговор на флейтата
При разглеждане на графика на спектъра на акустичното съпротивление на съвременна флейта и избор на апликатура, която се използва за C#5 и C#6, като почти всички тонални дупки са отворени се вижда следното:
Под около 2,5 kHz тази крива изглежда така за проста цилиндрична тръба с дължина, наполовина на флейтата, защото тоналните дупки са отворени в долната половина на инструмента. Първите три килохерца минимизират всички поддържащи стационарни вълни и затова можем да изсвирим тоновете C#5, C#6, и G#6 с тази апликатура. Над 2,5 – 3 kHz все пак резонансите стават много по-слаби, а около 5 kHz изчезват почти напълно, понеже се скъсяват от Хелмхолц резонатора, споменат по-горе. Над 5 kHz резонаторът вече не скъсява и резонансите наново се появяват, въпреки че са слаби заради триенето на въздуха със стените (повишен ефект от високотермална загуба на високи честоти).
Важна разлика е, че разстоянието между върховете или браздите на графиката за ниските честоти е около 600 kHz (това е приблизително честотата на С#5 и съответства на стационарна вълна, стигнала на половината на флейтата без тонални отвори). За високите честоти разстоянието е 260 kHz. Това е честотата на С4 и съответства на стационарна вълна по цялата дължина на флейтата. На тези високи честоти вълната изхвърча право през отворените тонални дупки, без дори „да забележи“, че те са там. Това се получава заради инерцията на въздуха. Човешко същество не може да издуха въздух достатъчно бързо, че да предизвика фундаментална честота в този диапазон.
Ако се разгледа формата на кривата като цяло, чийто максимум е 9 – 10 kHz, това е така заради относително тесния отвор на мундщука: тръбата с въздух, свързваща главната част на флейтата с частта, където се допират устните. Въздухът в тази туба, а и малко извън двата края, сам по себе си е резонантна тръба, чиито резонанс настъпва за широк набор от честоти, тъй като широчината на тръбата е сравнима с дължината ѝ.

## Инструменти, подобни на флейта
Еднотръбни:
- блокфлейта
- пиколо
- кавал
- дудук
- флажолет
- галубе
- шви

Многотръбни:
- панфлейта
- цевница

Принципът на звукоизвличане на флейтата е използван и при тръбните органи в т.нар. флейтова тръба, както и при гайдуницата на гайдата.

## История
До 2022 г. най-старата открита флейта вероятно е фрагмент от бедрената кост на млада пещерна мечка с две до четири дупки; намерена е в Дивье Бабе в Словения и датирана от около преди 43 000 години; това твърдение се оспорва. През 2008 г. друга флейта, датирана от преди най-малко 35 000 години, е открита в пещерата Холе Фелс близо до Улм, Германия. Флейтата с пет дупки има V-образен мундщук и е направена от кост от крило на лешояд. Участвалите в откритието изследователи официално публикуват своите открития в списание Nature през август 2009 г. В продължение на няколко години откритието се смята и за най-старата потвърдена находка на музикален инструмент в историята, но след това се обновява датирането на флейти, открити в пещерата Гайсенкльостерле, което показва възраст от 42 000 до 43 000 години.
Флейтата е намерена сред колекция от флейти в пещерата Холе Фелс, близо до статуетката Венера от Холе Фелс и до най-старата известна човешка резба. При обявяването на откритието учените предполагат, че „находките демонстрират наличието на добре установена музикална традиция по времето, когато съвременните хора колонизираха Европа“. Учените също предполагат, че откриването на флейтата може да помогне да се обясни „вероятната поведенческа и когнитивна пропаст между“ неандерталците и ранните съвременни хора.
Флейта с три отвора, дълга 18,7 cm и направена от бивник на мамут (от пещерата Гайсенкльостерле, близо до Улм в южната германска Швабска Юра и датирана преди 30 – 37 хиляди години), е открита през 2004 г., а две флейти, направени от лебедови кости, изкопани по-рано (от същата пещера в Германия, датирана преди около 36 хил. години), са сред най-старите известни музикални инструменти.